# 少籽远志
少籽远志（学名：Polygala oligosperma）为远志科远志属下的一个种。

## 扩展阅读
- 維基物種上的相關：少籽远志